# Международна трапистка асоциация
Международната трапистка асоциация (на английски: International Trappist Association, съкр. ITA) e международно сдружение с нестопанска цел със седалище в град Влетерен (Белгия).
Обединява 19 трапистки абатства от Белгия, Нидерландия, Франция, Германия, Австрия и САЩ, принадлежащи към Ордена на цистерцианците на строгото спазване.

## Цели
Асоциацията има 4 основни цели:
1. подкрепа на трапистките абатства, защита на наименованието „трапистки“ и на техните общи икономически интереси;
2. наблюдение за използването на името на ордена и гарантиране, че потребителите са надлежно информирани;
3. съвместно обсъждане от абатствата членове на съвместната им дейност и вземане на общи решения, когато е необходимо;
4. разширяване на мрежата на солидарност и сътрудничество с други монашески организации на международно ниво.

## История
През ХХ век нарастващата популярност на трапистките бири, води до множество злоупотреби от страна на недобросъвестни пивовари, които без никаква връзка започват да поставят на произвежданите от тях бири етикет „трапистка бира“. През 1962 г. съдът в Гент, Белгия постановява осъдително решение срещу пивоварната Veltem за злоупотреба с търговска марка Veltem Trappist. Тъй като името „трапистка“ обозначава произхода на продукта, всички фирми, които без основание използват наименованията „трапистки“ или „трапистка бира“ на етикетите на своите бири, могат да бъдат съдени за злоупотреба и използване на нечестни бизнес практики. На 6 септември 1985 г. Търговският съд в Брюксел постановява още по-категорично решение: „Сега е общоизвестно, че съществуват специални стандарти за качеството на продуктите, произведени от монашески общности, и това е особено вярно за трапистките манастири.“
Неправомерната търговска експлоатация на наименованието принуждава през 1997 г., осем трапистки абатства – шест от Белгия (Вестмале, Вестфлетерен, Шиме, Рошфор, Орвал и Ахел), едно от Нидерландия (Конингсхуфен) и едно от Германия (Мариавалд), да основат „Международната трапистка асоциация“ (ITA), която защитава интересите на автентичното трапистко производство и гарантира качеството и уникалността му чрез присъждане на знака и логото „Автентичен трапистки продукт“.
Асоциацията разработва свое лого, представляващо шестоъгълник с означение „Автентичен трапистки продукт“, което се поставя върху продукти и стоки, произведени в трапистките манастири – сирене, бира, вино, ликьор, шоколад, бисквити, мед, гъби, хранителни добавки, и др. козметични, почистващи и религиозни стоки, което гарантира спазването на определени критерии и стандарти при тяхното производство.
От основаването ѝ към организацията се присъединяват още 11 трапистки манастира – 5 от Белгия (Брехт, Бриалмон, Клерфонтен, Клаарланд и Солеймон), 3 от Нидерландия (Ехт, Тегелен и Мария Туфлюхт), 1 от Австрия (Енгелсцел), 1 от Франция (Мон де Ка и 1 от САЩ (Сейнт Джоузеф)).
В края на 2012 г. членове на асоциацията са 19 трапистки манастира.

## Продукти

### Трапистки бири
По отношение на трапистките бири критерии за присъждане на логото „Автентичен трапистки продукт“ са следните.
1. Бирата трябва да бъде произведена в рамките на стените на трапистки манастир, или от самите монаси или под техен надзор.
2. Пивоварната трябва да бъде от второстепенно значение за манастира и производството и търговията с нея трябва да се основават на практики, присъщи на монашески начин на живот.
3. Пивоварната не е предназначена да бъде търговско и комерсиално предприятие. Икономическата цел на пивоварна трябва да бъде насочена към помощ, а не към финансова печалба. Доходите от продажбите на бирата трябва да покриват разходите за живот на монасите и поддръжката на манастирските сгради и съоръжения. Остатъка от дохода трябва да е предназначен за благотворителност, за социална работа и помощ на нуждаещите се лица.
4. Трапистките пивоварни трябва да са обект на постоянно наблюдение, за да се гарантира безупречното качество на техните бири.

Знака „Автентичен трапистки продукт“ за произвежданите от тях бири имат право да поставят само следните абатства:
- Sint-Benedictusabdij De Achelse Kluis (Белгия) – за бира Achel,
- Notre-Dame d'Orval (Белгия) – за бира Orval,
- Notre-Dame de Scourmont (Белгия) – за бира Chimay,
- Notre-Dame de Saint Rémy (Белгия) – за бира Rochefort,
- Notre-Dame du Sacré-Cœur de Westmalle (Белгия) – за бира Westmalle,
- L'Abbaye de Saint-Sixte (Белгия) – за бира Westvleteren и
- Abdij O.L.Vrouw van Koningshoeven (Нидерландия) – за бира La Trappe.
- Stift Engelszell (Австрия) – за бира Engelszell

На 16 юни 2011 г. френското абатство Sainte Marie du Mont des Cats започна продажба на собствена марка трапистка бира Mont des Cats. Абатството няма собствена пивоварна и не планира изграждането на такава, поради големите разходи и липсата на майстори пивовари сред самите монаси, макар че не се изключва в бъдеще манастирската пивоварна, разрушена през 1918 г. да бъде възстановена. Понастоящем трапистката бира Mont des Cats се произвежда от трапистката пивоварна Chimay в Белгия, но все още не носи логото „Автентичен трапистки продукт“.

### Трапистки сирена
Знака „Автентичен трапистки продукт“ за произвежданите от тях сирена имат право да поставят само следните абатства:
- Notre-Dame d'Orval (Белгия) – за сирене Orval,
- Notre-Dame de Scourmont (Белгия) – за сирената Chimay Grand Classique, Chimay à la Bière, Chimay Grand Cru, Vieux Chimay и Le Poteaupré,
- Notre-Dame du Sacré-Cœur de Westmalle (Белгия) – за сирене Westmalle,
- Sainte Marie du Mont des Cats (Франция) – за сирената Grand Mont des Cats, Dessert des Trappistes и Flamay, и
- Unsere Liebe Frau von Engelszell/ Cella Angelorum) Австрия) – за сирене Engelszeller Bio-Trappistenkäse

### Трапистки ликьори
Знака „Автентичен трапистки продукт“ за произвежданите от тях ликьори имат право да поставят само следните абатства:
- Unsere Liebe Frau von Engelszell / Cella Angelorum (Австрия) – за ликьорите Marillenlikör, Eierlikör, Schokocreme, Waldbeerenlikör, Kräutergeist, Kräuterlikör, Kümmellikör, Wacholder, Nusslikör и Vogelbeeren,
- Abtei Mariawald (Германия) – за ликьорите Mariawalder Klosterlikör и Trappisten Abteitropfen, и
- Abdij Echt-Tegelen (Нидерландия) – за ликьорите Grande Liqueur de la Trappe: Trappistine, Liqueur de Fruits: Cordial la Trappe и Magenbitter: Gutamara.

### Трапистки шоколад
Знака „Автентичен трапистки продукт“ за произвеждания шоколад има право да поставя само абатството:
- Abdij O.L.Vrouw van Koningshoeven (Нидерландия) – за шоколадите Melkchocolade, Pure chocolade и Witte chocolade.

### Трапистки хляб и бисквити
Знака „Автентичен трапистки продукт“ за произвежданите хляб и бисквити има право да поставя само абатството:
- Abdij O.L.Vrouw van Koningshoeven (Нидерландия) – за бисквити и за хлябове тип volkorenbrood, zuurdesembrood и bierbostelbrood.